# Плех (Немачка)
Плех (њем. Plech) град је у њемачкој савезној држави Баварска. Једно је од 33 општинска средишта округа Бајројт. Према процјени из 2010. у граду је живјело 1.302 становника. Посједује регионалну шифру (AGS) 9472177.

## Географски и демографски подаци
Плех се налази у савезној држави Баварска у округу Бајројт. Град се налази на надморској висини од 461 метра. Површина општине износи 15,3 km². У самом граду је, према процјени из 2010. године, живјело 1.302 становника. Просјечна густина становништва износи 85 становника/km².